# Dieter Herzog
Dieter Herzog (* 15. Juli 1946 in Oberhausen) ist ein ehemaliger deutscher Fußballspieler, der im Jahr 1974 in der deutschen Fußballnationalmannschaft fünf Länderspiele absolviert und auch an der Fußball-Weltmeisterschaft 1974 in Deutschland teilgenommen hat. Mit Fortuna Düsseldorf und Bayer 04 Leverkusen stieg er 1971 und 1979 in die Bundesliga auf.

## Laufbahn

### Vereine: Jugend und Fußball-Regionalliga West, bis 1971
Herzog durchlief ab dem achten Lebensjahr die Jugendklassen im Stadion „Am Dicken Stein“ bei Sterkrade 06/07, spielte aber anfangs parallel noch Handball bei Sterkrade 69. Aufgrund seiner Fähigkeiten spielte er bereits mit 14 Jahren in der A-Jugend der Spielvereinigung. Mit dem höherklassigen Fußball kam die talentierte Offensivhoffnung erstmals nach seinem Wechsel zum VfB Bottrop, mit dem er 1965/66 in der seinerzeit zweithöchsten Spielklasse, der Regionalliga West antrat, in Berührung. Bei den Schwarz-Weißen vom Jahnstadion absolvierte er an der Seite des Torhüters Fred-Werner Bockholt 31 Ligaspiele und erzielte sechs Tore. Als 17. stieg Bottrop aber wieder in die Amateurliga Niederrhein ab. Herzog feierte 1966/67 mit dem VfB die Meisterschaft und die umgehende Rückkehr in die Regionalliga, zog aber zur Runde 1967/68 eine Veränderung zum Ligakonkurrenten Hamborn 07 vor.
Bei den schwarz-gelben Hamborner „Löwen“ absolvierte er von 1967 bis 1970 in drei Runden 96 Regionalligaspiele und erzielte dabei 27 Tore. Trotz den zeitweiligen Mitspielern Hans-Werner Hartl, Klaus Kunkel und Heinz Versteeg konnte der Mann aus Sterkrade sich mit den Sportfreunden nicht in die vorderen Tabellenränge spielen. Seine Klasse am linken Flügel war aber dem Bundesligaaspiranten Fortuna Düsseldorf nicht verborgen geblieben und Herzog nahm zur Saison 1970/71 das Angebot aus Düsseldorf an und wechselte zum Turn- und Sportverein in den Stadtteil Flingern.
Die Regionalligarunde 1970/71 wurde an der Tabellenspitze zu einem Dreikampf der Spitzenteams VfL Bochum, Wuppertaler SV und Fortuna Düsseldorf. Den übrigen West-Regionalligisten weit überlegen – der SC Fortuna Köln kam mit 39:29 Punkten auf den vierten Rang – entwickelte sich ein völlig ausgeglichenes Rennen um die zwei Plätze zur Teilnahme an der Bundesligaaufstiegsrunde. Am Ende wurde Bochum mit 56:12 Punkten vor der punktgleichen Fortuna Meister, der WSV kam mit einem Zähler Rückstand auf den dritten Tabellenplatz. Herzog hatte in 34 Spielen 13 Tore erzielt und dabei mit Rechtsaußen Reiner Geye eine überdurchschnittlich gute Flügelzange mit Torgefahr gebildet. In der Aufstiegsrunde setzten sich beide Westvertreter durch und stiegen in die Bundesliga auf.

### Bundesliga mit Fortuna Düsseldorf und Bayer Leverkusen, 1971 bis 1983
Sein erstes Spiel in der Bundesliga absolvierte er am ersten Spieltag der Saison 1971/72, den 14. August 1971, im
Stadion an der Grünwalder Straße gegen den FC Bayern München. Unter Trainer Heinz Lucas absolvierte Dieter Herzog in seinen ersten drei Bundesligarunden von 1971 bis 1974 alle 102 Spiele und erzielte dabei 23 Tore. In den Runden 1972/73 und 1973/74 belegte er mit Fortuna zweimal den dritten Rang und zog jeweils in den UEFA-Cup 1973/74 und 1974/75 ein. Geye und Herzog bestätigten auch in der Bundesliga ihre Klasse als Flügelstürmer und wurden bereits im Jahr 1972 in der Fußballnationalmannschaft eingesetzt. Herzog debütierte am 14. November 1972 in der B-Elf. Als Fortuna Düsseldorf in der Saison 1975/76 unter Trainer Josef Piontek mit dem Punktekonto von 30:38 Zählern lediglich den zwölften Rang belegen konnte, beendete Dieter Herzog mit dem Heimspiel am 4. Juni 1976 gegen den 1. FC Kaiserslautern sein Engagement bei Fortuna. Beim 5:1-Erfolg verabschiedete er sich mit drei Treffern. Er hatte von 1971 bis 1976 für Düsseldorf in 167 Bundesligaspielen 40 Tore erzielt. Er unterschrieb zur Runde 1976/77 beim Zweitligisten Bayer 04 Leverkusen einen neuen Vertrag.
In seiner dritten Saison in Leverkusen, 1978/79, gelang es ihm unter Trainer Willibert Kremer und mit den Mannschaftskollegen Fred-Werner Bockholt, Jürgen Gelsdorf, Walter Posner, Peter Klimke, Klaus Bruckmann, Thomas Hörster, Peter Szech und Matthias Brücken durch den Meisterschaftsgewinn vor Bayer Uerdingen den Aufstieg in die Fußball-Bundesliga zu realisieren. Er hatte in drei Runden 2. Bundesliga 110 Ligaspiele bestritten und 23 Tore erzielt. Der 33-jährige Routinier gehörte auch im ersten Jahr Bundesliga, 1979/80, zu den Leistungsträgern der Bayer-Elf, die mit dem zwölften Rang den Klassenverbleib erreichte. Mit seinem Einsatz am 21. Mai 1983 beim Auswärtsspiel gegen Fortuna Düsseldorf verabschiedete sich der 36-jährige Offensiv-Techniker aus der Bundesliga.
Insgesamt stehen für Herzog von 1971 bis 1983 in der ersten Liga 250 Spiele mit 46 Toren zu Buche. Hinzu kommen in seiner langen Spielerkarriere von 1965 bis 1983 in der Regionalliga West noch 161 Spiele mit 46 Toren und in der 2. Bundesliga Nord 110 Spiele mit 23 Toren.

### Nationalmannschaft
Erstmals in den Fokus der DFB-Auswahl kam der schnelle und torgefährliche Linksaußen im zweiten Jahr Bundesliga, 1972/73, als er mit Fortuna Düsseldorf den dritten Rang erreichen konnte. Er wurde am 14. November 1972 in der B-Nationalmannschaft beim 3:1-Sieg in Winterthur gegen die Auswahlmannschaft der Schweiz eingesetzt. Da mit Sigfried Held, Jupp Heynckes und Erwin Kremers starke Konkurrenten vorhanden waren und auch noch Bernd Hölzenbein am 10. Oktober 1973 in der Nationalmannschaft debütierte, schaffte es der Düsseldorfer Angreifer erst in der unmittelbaren WM-Vorbereitung 1974 in die Mannschaft des Bundestrainers Helmut Schön. Davor bestritt er sein einziges Länderspiel für die U-23-Nationalmannschaft, die am 5. September 1973 in Essen mit 2:3 gegen die Auswahlmannschaft Polens verlor.
Bei der 0:1-Niederlage am 23. Februar 1974 in Barcelona gegen Spanien wurde er erstmals in der A-Elf zum Einsatz gebracht. Am 27. März bildete er mit Jürgen Grabowski das deutsche Flügelpaar beim 2:1-Erfolg in Frankfurt gegen Schottland. Es folgte am 30. April ein weiterer Test in der B-Elf in Kiel gegen Schweden, bevor er ab dem 29. Mai am Abschlusslehrgang mit den anderen 21 Spielern des Kaders für die Weltmeisterschaft in der Sportschule Malente teilnahm.
Während des Weltmeisterschaftsturniers 1974 absolvierte er am 26. und 30. Juni die Zweitrundenpartien gegen Jugoslawien und Schweden, die mit 2:0 und 4:2 Toren die erhofften Siege beim Weg zum Titelgewinn bei der Weltmeisterschaft brachten. Sein fünftes und letztes Spiel in der Nationalmannschaft bestritt Herzog am 4. September 1974 beim 2:1-Erfolg in Basel gegen die Schweiz, wo auch die Vereinskameraden Geye und Wolfgang Seel zum Einsatz kamen. Für seine Teilnahme an der Fußballweltmeisterschaft 1974 wurde er mit dem Silbernen Lorbeerblatt ausgezeichnet.

## Nach der Karriere
Nach Beendigung seiner Spielerlaufbahn blieb Herzog, ein gelernter Verwaltungsangestellter, noch über Jahre hinweg bei Bayer Leverkusen und arbeitete dort in den Bereichen Verwaltung und Scouting.
In seiner Heimatstadt Oberhausen betreibt er einen Tabakwarenladen mit einer Lottoannahmestelle.

## Erfolge
- Weltmeister 1974

## Statistiken
- Bundesliga (250 Spiele/46 Tore)
- 2. Bundesliga (110 Spiele/23 Tore)
- Regionalliga (160 Spiele/46 Tore)
- DFB-Pokal (40 Spiele/22 Tore)
- Europapokal (12 Spiele/3 Tore)